# Bobowo
Bobowo – wieś kociewska w Polsce położona w województwie pomorskim, w powiecie starogardzkim, siedziba gminy Bobowo. Leży przy drodze wojewódzkiej nr 222 i na trasie (zawieszonej obecnie) linii kolejowej nr 243 Starogard Gdański-Skórcz.
Wieś królewska w 1664 roku należała do starostwa gniewskiego. W czasie istnienia gromad miejscowość była siedzibą gromady Bobowo. W latach 1975–1998 miejscowość administracyjnie należała do województwa gdańskiego.
Przez miejscowość przepływa Węgiermuca, niewielka rzeka dorzecza Wisły, prawy dopływ Wierzycy.

## Zabytki
Według rejestru zabytków NID na listę zabytków wpisane są:
- kościół parafialny pw. św. Wojciecha, k. XIII, XVIII, nr rej.: A-319 z 1962
- cmentarz grzebalny, nr rej.: j.w.

Kościół pw. św. Wojciecha z dzwonnicą pochodzi z końca XIII wieku, przebudowywany w latach 1700 i 1909-1911.

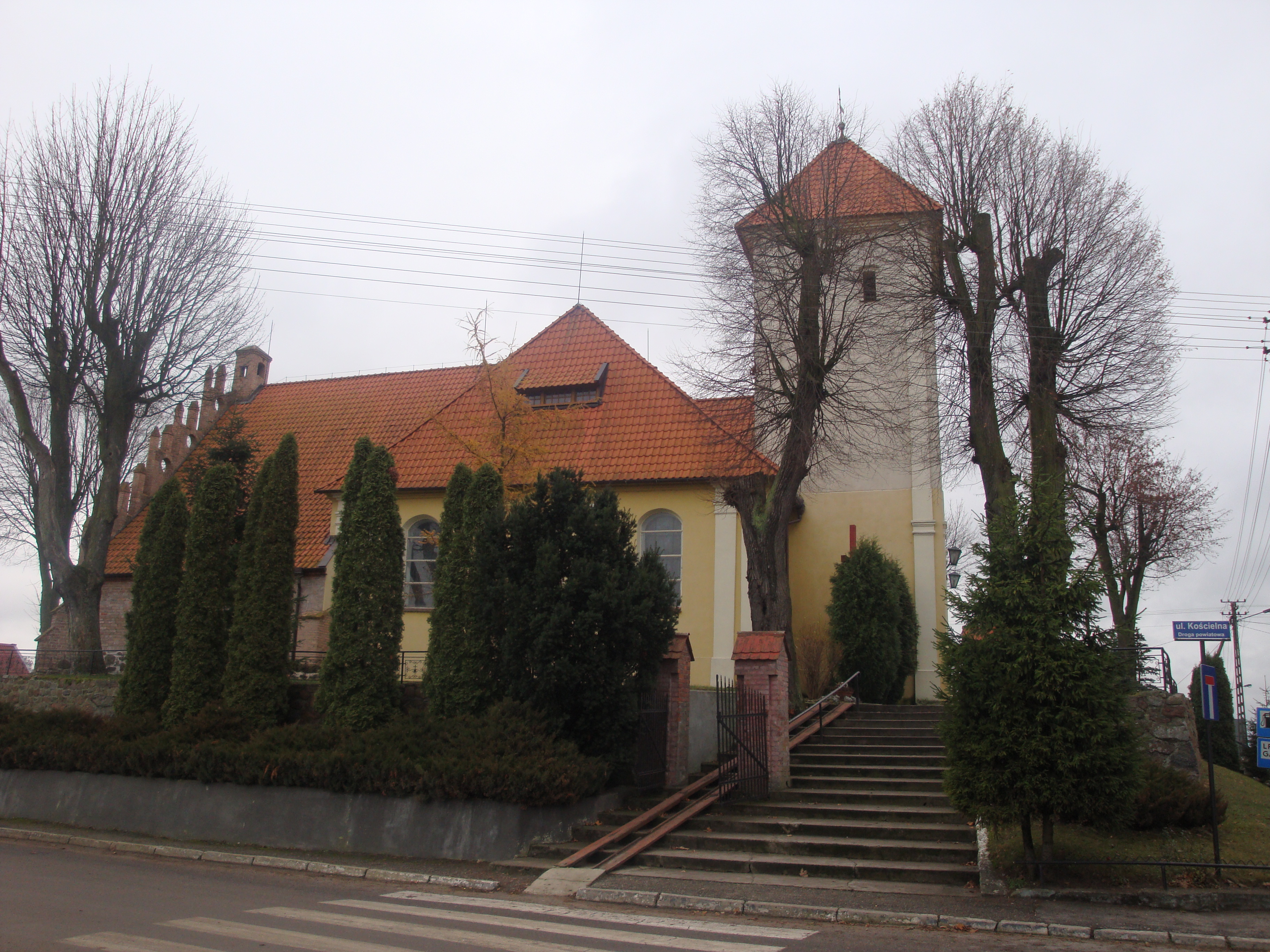
Kościół z dzwonnicą
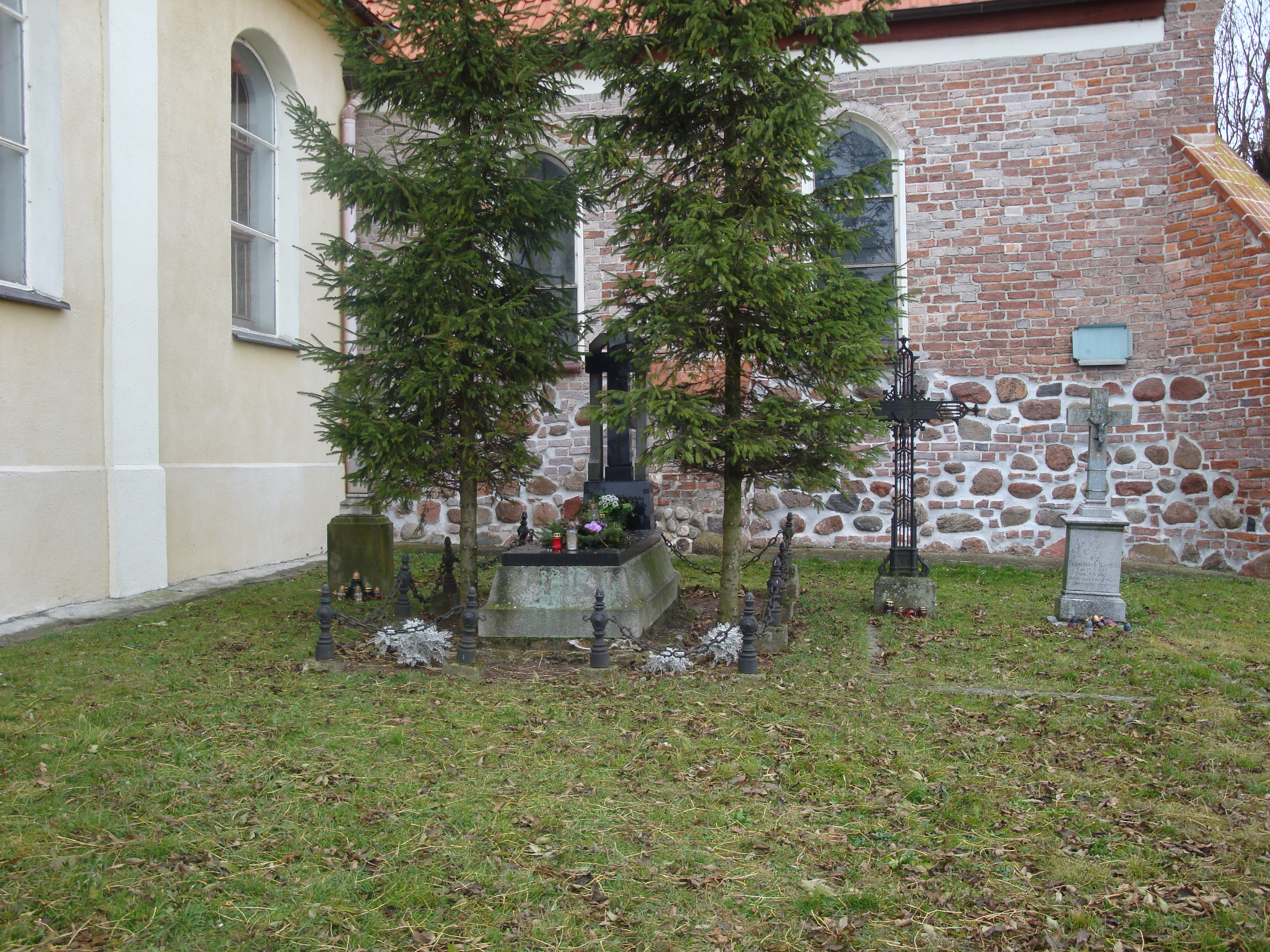
fragment dawnych murów
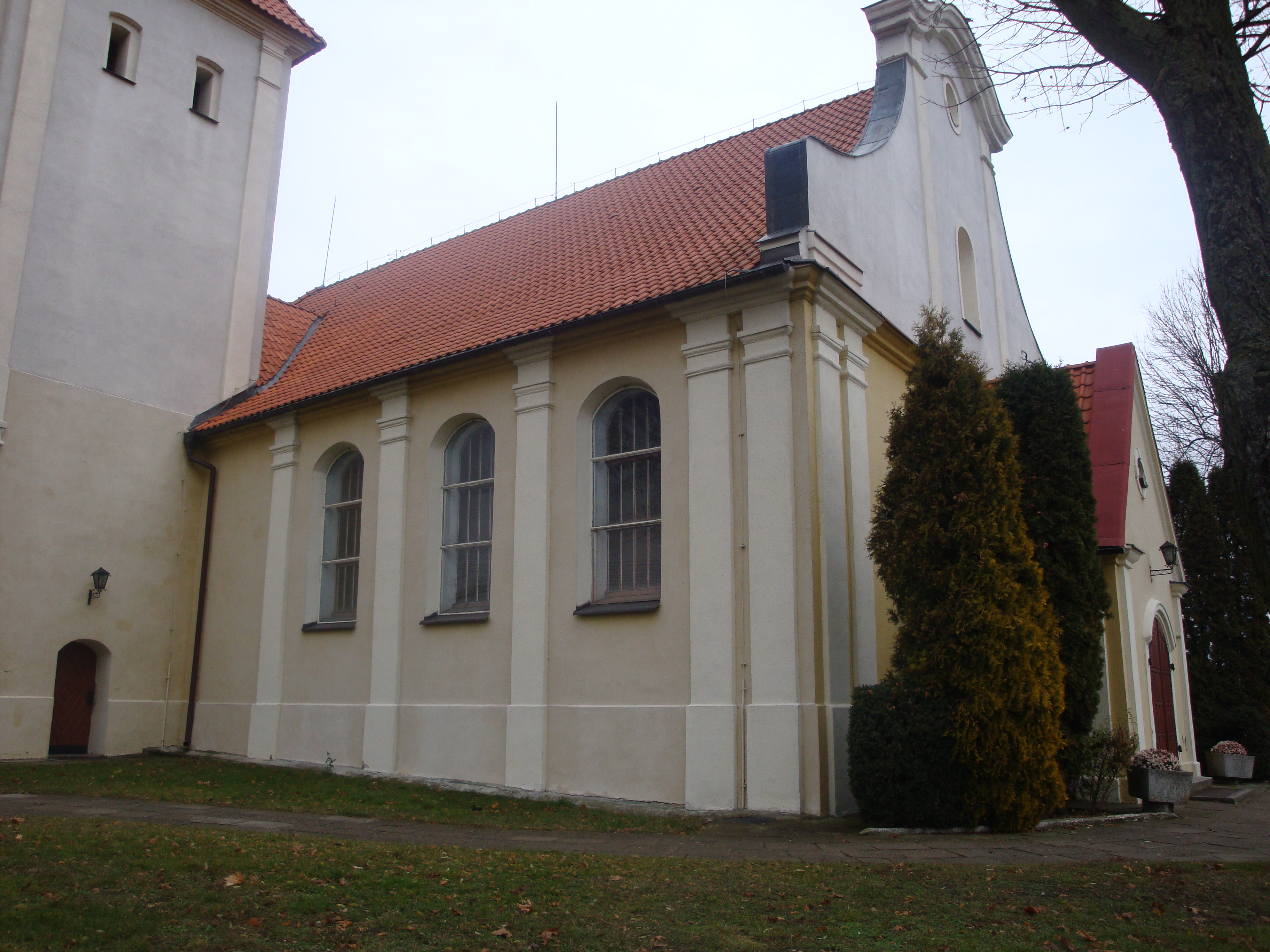
wejście do kościoła